# Municipalitatea Toluca
Municipalitatea Toluca este o municipalitate din Mexic, din statul federal México. Sediul acestei municipalități este orașul omonim, Toluca, care este simultan și capitala statului México.